# Monumentet i Mansu
Monumentet i Mansu ligger på Mansuberget, Pyongyang i Nordkorea och består av flera stora statyer till "den stora ledarens ära".

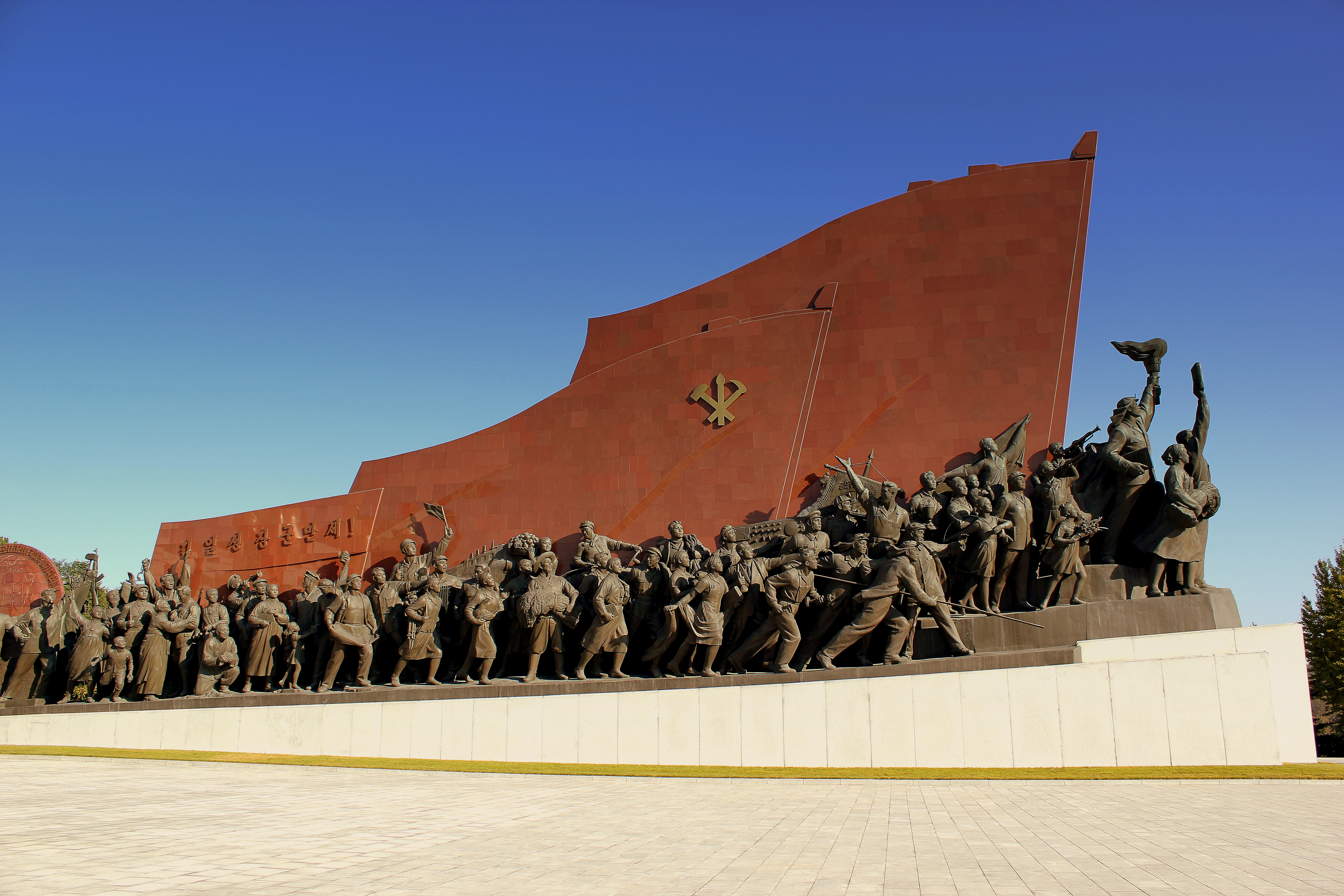
Monument över den socialistiska revolutionen

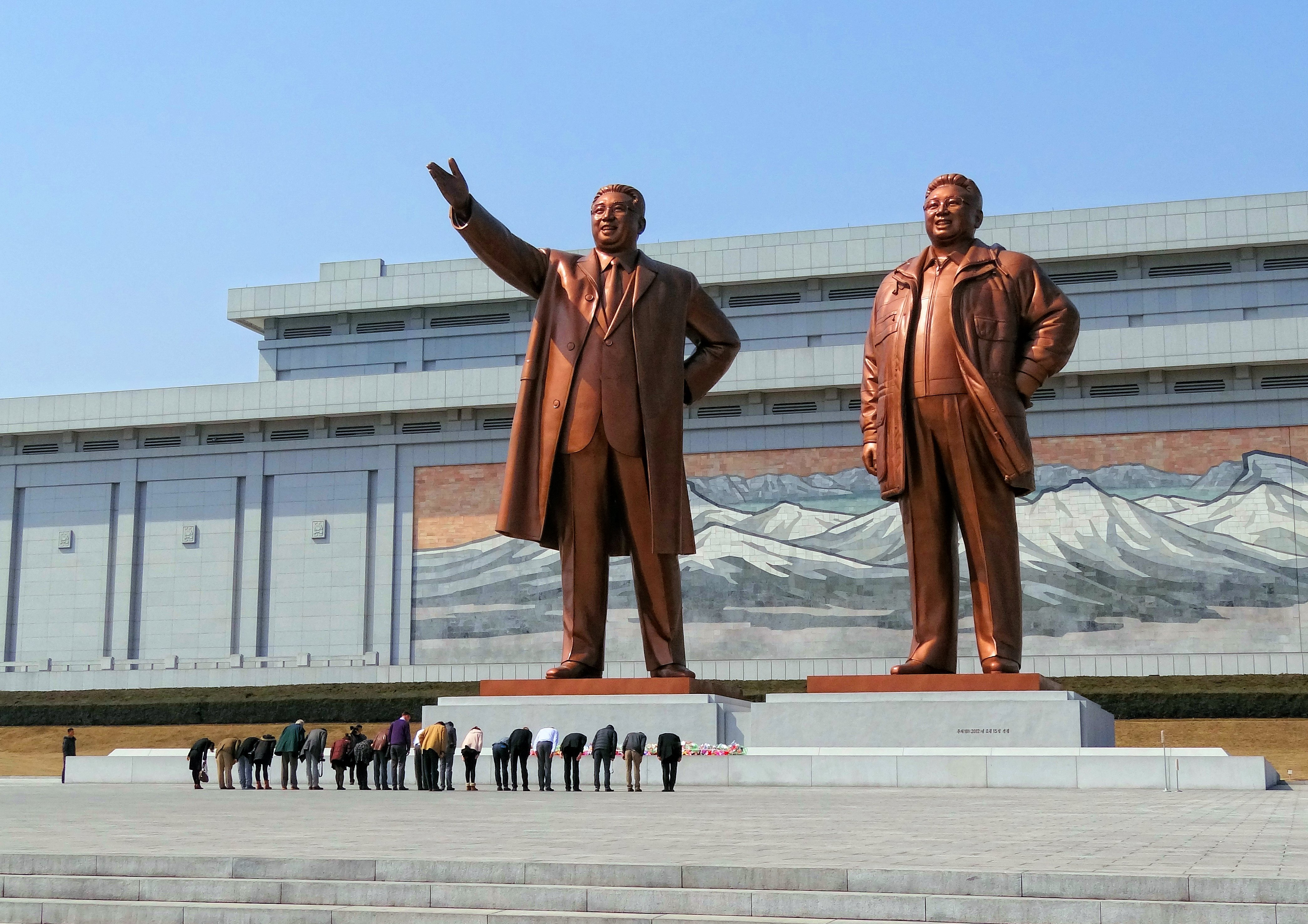
Monument över Kim Il-Sung och Kim Jong-Il.